# El Palomar
El Palomar és un municipi del País Valencià, que es troba a la comarca de la Vall d'Albaida.

## Geografia
El territori del terme municipal del Palomar té una figura bastant irregular; està compost per tres zones perfectament diferenciades: d'una banda la més extensa, que comprén el nucli urbà i l'horta de Palomar amb els secans adjacents; de l'altra un apèndix que s'estén cap al nord prop de Montaverner; i finalment la serra de Palomar, territori de muntanya, a la serra del Benicadell i situat a uns pocs quilòmetres al sud del terme pròpiament dit.
El punt més alt del terme es troba a 865 msnm i el punt més baix, només a 177 msnm. Això no vol dir que Palomar tinga un desnivell acusat, ja que es troba a la part central de la vall on els pendents no són massa pronunciats.
Des de València, s'accedix a la localitat a través de l'Autovia Almansa-Xàtiva per enllaçar amb la N-340.

### Localitats limítrofes
El terme municipal de Palomar limita amb les següents localitats:
Atzeneta d'Albaida, Albaida, Alfarrasí, Bèlgida, Bufali, Carrícola, Montaverner i l'Olleria, totes elles a la mateixa Vall d'Albaida i Muro d'Alcoi al Comtat.

## Història
Al segle xiii, a partir de 1280, en el paisatge del Regne de València van aparèixer noves viles i alqueries de cristians. Els primers colons serien llauradors i ramaders i van formar el primer nucli del Palomar. La repoblació va ser un procés llarg i complex que es va perllongar durant tota l'etapa medieval. Segons diferents fonts d'informació es pot afirmar que als immigrants occitans del segle xv, van seguir els aragonesos i els castellans de segles posteriors. Durant el segle xviii, Palomar participar del moviment d'expansió econòmica i demogràfica, fins pràcticament duplicar la seua població. Les diferències socials estaven a l'ordre del dia. Però l'evolució de la població va passar per moments traumàtics, durant el segle xix, per la guerra del Francés i les epidèmies entre 1834 i 1885. Encara que en la segona meitat del segle va incrementar la seua població.

## Política i Govern

### Composició de la Corporació Municipal
El Ple de l'Ajuntament està format per 7 regidors. En les eleccions municipals de 26 de maig de 2019 foren elegits 4 regidors de La Vall d'Albaida ens Uneix (La Vall) i 3 de Compromís pel Palomar (Compromís).
| Eleccions municipals de 26 de maig de 2019 - el Palomar                                                             |                                     |                                     |                                     |      |          |          |
| Candidatura | Candidatura                         | Candidatura                         | Cap de llista                       | Vots | Vots     | Regidors |
| | La Vall d'Albaida ens Uneix         |                                     | Jordi Vila Vila                     | 241  | 54,77%   | 4 (+4)   |
| | Compromís pel Palomar               |                                     | Vicenta Alonso Balbastre            | 190  | 43,18%   | 3 ()     |
| | Altres candidatures                 |                                     |                                     | 3    | 0,68%    | 0 ( -4)  |
| | Vots en blanc                       |                                     |                                     | 6    | 1,36%    |          |
| Total vots vàlids i regidors                                                                                        | Total vots vàlids i regidors        | Total vots vàlids i regidors        | Total vots vàlids i regidors        | 440  | 100 %    | 7        |
| | Vots nuls                           | Vots nuls                           | Vots nuls                           | 6    | 1,35%    |          |
| Participació (vots vàlids més nuls)                                                                                 | Participació (vots vàlids més nuls) | Participació (vots vàlids més nuls) | Participació (vots vàlids més nuls) | 446  | 89,38%** |          |
| Abstenció | Abstenció                           | Abstenció                           | Abstenció                           | 53*  | 10,62%** |          |
| Total cens electoral                                                                                                | Total cens electoral                | Total cens electoral                | Total cens electoral                | 499* | 100 %**  |          |
| Alcalde: Jordi Vila Vila (La Vall) (15/06/2019)                                                                     |                                     |                                     |                                     |      |          |          |
| Fonts: JEC, JEZ Ontinyent, Periòdic Ara. (* No són vots sinó electors. ** Percentatge respecte del cens electoral.) |                                     |                                     |                                     |      |          |          |

### Alcaldia
Des de 1999 l'alcalde del Palomar és Jordi Vila Vila, del Partit Socialista del País Valencià (PSPV-PSOE) fins 2019 i, des d'aleshores de La Vall d'Albaida ens Uneix (La Vall).
| Període                       | Alcalde o alcaldessa      | Partit polític | Data de possessió | Observacions |
| ----------------------------- | ------------------------- | -------------- | ----------------- | ------------ |
| 1979–1983                     | Vicente Guerrero Guerrero | UCD            | 19/04/1979        | --           |
| 1983–1987                     | Vicente Guerrero Guerrero | AP-PDP-UL-UV   | 28/05/1983        | --           |
| 1987–1991                     | Carlos Seguer Pont        | AIP            | 30/06/1987        | --           |
| 1991–1995                     | Carlos Seguer Pont        | PSPV-PSOE      | 15/06/1991        | --           |
| 1995–1999                     | Abel Albiñana Policarpo   | PSPV-PSOE      | 17/06/1995        | --           |
| 1999–2003                     | Jordi Vila Vila           | PSPV-PSOE      | 03/07/1999        | --           |
| 2003–2007                     | Jordi Vila Vila           | PSPV-PSOE      | 14/06/2003        | --           |
| 2007–2011                     | Jordi Vila Vila           | PSPV-PSOE      | 16/06/2007        | --           |
| 2011–2015                     | Jordi Vila Vila           | PSPV-PSOE      | 11/06/2011        | --           |
| 2015–2019                     | Jordi Vila Vila           | PSPV-PSOE      | 13/06/2015        | --           |
| 2019-2023                     | Jordi Vila Vila           | La Vall        | 15/06/2019        | --           |
| Des de 2023                   | n/d                       | n/d            | 17/06/2023        | --           |
| Fonts: Generalitat Valenciana |                           |                |                   |              |

## Demografia
| 1990 | 1992 | 1994 | 1996 | 1998 | 2000 | 2002 | 2004 | 2005 | 2007 |
| ---- | ---- | ---- | ---- | ---- | ---- | ---- | ---- | ---- | ---- |
| 503  | 504  | 513  | 496  | 493  | 503  | 511  | 520  | 523  | 555  |

## Monuments

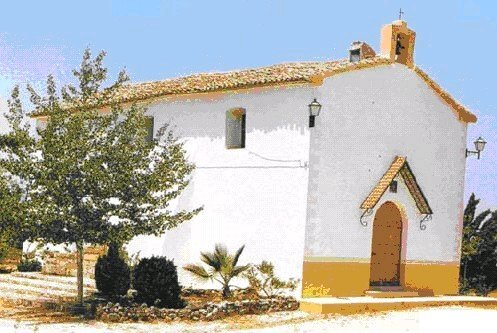
Ermita del Roser.

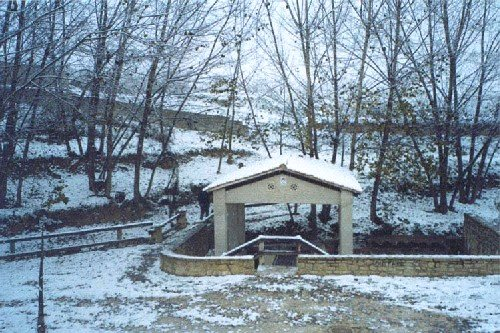
Parc de la Font d'Assís

- Ermita del Roser. L'ermita apareix per primera vegada esmentada en documentació local de la segona meitat del segle xvi. Es coneixia com a Ermita de la Mare de Déu del Rosari (1578, 1585), Ermita de la Mare de Déu del Rosari, o simplement com Ermita del Rosari (1594).
- Església Parroquial. Dedicada a Sant Pere apòstol. Destaca la seua torre campanar.
- Castellet de Carrícola. La torre o castellet es troba dins dels límits de l'enclavament que el municipi de Palomar té com a propi, a la mateixa serra de Benicadell. Un enclavament que es coneix i es ve denominant en la present monografia com la Serra del Palomar.

## Llocs d'interés
- Parc de la Font d'Assís. Paratge natural on des de fa pocs anys se celebra un popular i multitudinari dinar durant les Festes Patronals.
- Parc dels Astres. Parc temàtic amb què s'ha tractat de reflectir la imatge de plenitud dels astres que ens resulten més familiars.

## Festes
- Sant Antoni Abat. Des de fa uns anys, s'està recuperant la tradicional foguera de Sant Antoni i la benedicció dels animals.
- Festes del Xop. Les tradicionals i festes del xop (àlber negre) se celebren en honor de la Mare de Déu dels Desemparats el segon diumenge de maig. La festa de la plantada del xop és una representació etnogràfica molt arcaica i, per descomptat, molt anterior a la mateixa existència de Palomar com a poble.
- Festes Patronals. Les festes patronals estan dedicades a la Sagrada Família, Crist del Miracle i a Sant Roc, se celebren el tercer diumenge d'agost i els actes més característics són la nit de la dansa, les disfresses i el popular dia de les paelles, la missa i la processó.